# Sonoluminescência
Sonoluminescência é a emissão de rápidos picos de luz por bolhas que implodem por estimulação sonora.

## História
O efeito foi descoberto pela primeira vez na Universidade de Colônia em 1934 como resultado do trabalho com sonar. H. Frenzel e H. Schultes colocaram um transdutor de ultrassom em um tanque com revelador de fotografia. Eles esperavam acelerar o processo de revelação. Em vez disso, eles notaram minúsculos pontos luminosos na película e perceberam que essa luz era proveniente das bolhas que se formavam no fluido quando o ultrassom estava ligado. Foi muito difícil analisar este efeito nessas experiências pioneiras devido à dificuldade de se acompanhar a formação de um grande número de bolhas que se desfaziam rapidamente no tanque de revelação. (Esta experiência também teria sido realizada por N. Marinesco e J.J. Trillat em 1933, que observaram esse mesmo resultado, de forma independente.) Este fenómeno é conhecido como multi-bubble sonoluminescence (MBSL).
Em 1989, um grande avanço foi introduzido por Felipe Gaitan e Lawrence Crum, que produziram uma única bolha estável (single-bubble sonoluminescence - SBSL). Em SBSL, uma bolha única preso em uma onda acústica, emite um pulso de luz com cada compressão da bolha. Esta técnica permitiu um estudo mais sistemático do fenómeno, porque ele isolou os efeitos complexos em uma bolha estável e previsível. Percebeu-se que a temperatura no interior da bolha era quente o suficiente para derreter o aço. O interesse na sonoluminescência foi renovado quando postularam que a temperatura no interior de tal bolha era bem acima de um milhão kelvins. Esta temperatura até agora não é comprovada, apesar de recentes experiências realizadas pela Universidade de Illinois em Urbana-Champaign indicarem temperaturas próximas a 20000 kelvins.
A Marinha dos EUA estudou utilizar hélices movidas por sonoluminescência.
O camarão-de-estalo (Alpheidae) é capaz de gerar sonoluminescência naturalmente e usa este efeito para atordoar e capturar suas presas.

## Propriedades
A sonoluminescência pode ocorrer quando uma onda de som com intensidade suficientemente grande induz uma cavidade gasosa dentro de um líquido para rapidamente eclodir. Esta cavidade pode assumir a forma de uma bolha preexistente ou pode ser gerada por meio de um processo conhecido como cavitação. Sonoluminescência no laboratório pode ser feita para ser estável, para que uma bolha única se expanda e recolha repetidamente de forma periódica, emitindo luz cada vez que recolhe. Para que isso ocorra, uma onda acústica permanente é configurada dentro do líquido e a bolha vai se formar num antinodo de pressão. As frequências de ressonância dependem da forma e do tamanho do ressonador no qual a bolha está contida.
Alguns fatos sobre a sonoluminescência:
- As emissões de luz são extremamente rápidas, variando entre 35 a algumas centenas de picossegundos.
- As bolhas quando emitem luz são muito pequenas, dependendo do fluido e do gás.
- Os pulsos têm seu períodos muito estáveis, mais até que a fonte geradora das ondas sonoras.
- A adição de gás nobre e diminuição da temperatura do do fluido (para a água) aumentam consideravelmente a intensidade luminosa.

## Mecanismo do fenômeno
A total compreensão desse fenômeno ainda está sendo pesquisada.

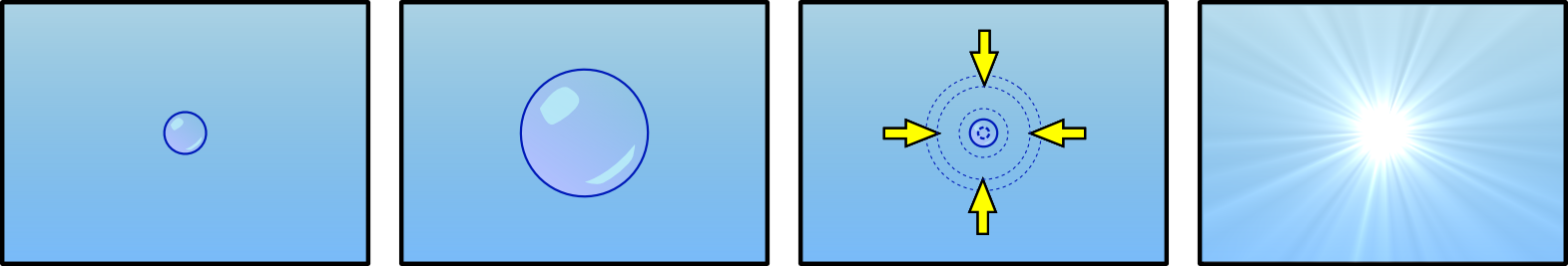
Da esquerda para direita: aparição da bolha, expansão lenta, rápida e súbita contração, emissão de luz.